# Энтиломовые
Энтило́мовые (лат. Entylomataceae) — семейство грибов-базидиомицетов, включённое в монотипный порядок Entylomatales в составе класса Экзобазидиомицеты (Exobasidiomycetes).

## Описание
Сорусы образуются на листьях и стеблях живых растений, вызывая повреждения тканей или пятнистости. Гаустории отсутствуют. Септы с простыми порами. Телиоспоры погружённые в растительные ткани, одиночные или в неправильных скоплениях, желтоватые или неокрашенные, гладкие. При прорастании образуют поперечно септированную гифовидную базидию, на верхушке которой появляются 4—8 базидиоспор. Споры удлинённые, при копуляции образуют мицелий.
Анаморфы дрожжеподобные, типа Tilletiopsis.

## Экология
Паразиты сложноцветных, розоцветных, лютиковых и других растений, вызывающие галлообразование и пятнистости.
Некоторые виды вызывают серьёзные поражения декоративных растений, другие могут быть использованы для биологического контроля сорных растений.

## Таксономия и систематика
- Entyloma de Bary, 1874 — Энтилома
- Entylomella Höhn., 1924